# Rama del giro angular (arteria cerebral media)
La rama del giro angular de la arteria cerebral media es una arteria que se origina como rama terminal o cortical inferior de la arteria cerebral media (es decir, en su porción terminal, o segmento M3). No presenta ramas.

## Distribución
Distribuye la sangre hacia los lóbulos temporal, parietal y occipital del cerebro.